# 卡基
卡基是伊朗的城市，位於該國西南部波斯灣和札格羅斯山脈之間的平原，由布什爾省負責管轄，距離首府布什爾95公里，海拔高度20米，2006年人口9,893。